# Lac de Monticolo
Le lac de Monticolo (en allemand Montiggler ; en italien : Lago di Monticolo) désigne deux petits lacs alpins (Grand Lac et Petit Lac) situé dans la province autonome de Bolzane sur le Monte di Mezzo, la colline qui surplombe Vadena et Laives. Ils se situent à environ 16 km de Bolzane.

## Géographie
Les lacs, d'origine glaciaire, sont situés au milieu de vastes forêts de conifères et de feuillus dans une zone climatique particulièrement favorable. Ils sont très populaires auprès des touristes. En l'absence d'affluents de consistance appréciable, l'échange d'eau est très lent pour les deux lacs. Il en résulte un réchauffement naturel de l’eau, qui se produit principalement à la surface, de sorte qu’une stratification thermique importante se forme. 
Les deux lacs sont propices à la baignade. Il est interdit de naviguer pour les bateaux à moteur ou à voile. En hiver, il arrive souvent que les lacs soient suffisamment glacés pour pouvoir pratiquer le patinage pendant quelques semaines. 

## Toponymie
Le lac est attesté en 1307 comme en Muntiggl auf den Seen, en 1328 comme si ze Muntykl et en 1575 comme se ze Mantigel et dérive de l'étymologie latine monticulu, littéralement petite montagne. 

### Le Grand lac
Le Grand Lac se situe dans une dépression en grande partie boisée du Monte di Mezzo. D'une longueur d'environ 700 mètres, sa largeur varie entre 200 et 300 m. Sur la rive ouest se dresse un complexe comprenant des installations de baignade, une piscine chauffée avec plusieurs bassins et un toboggan, ainsi qu’un accès direct au lac (un trampoline de 3 mètres environ se trouve sur la jetée). Il y a aussi la possibilité de louer des bateaux à rames. Il y a aussi un restaurant et un hôtel. 

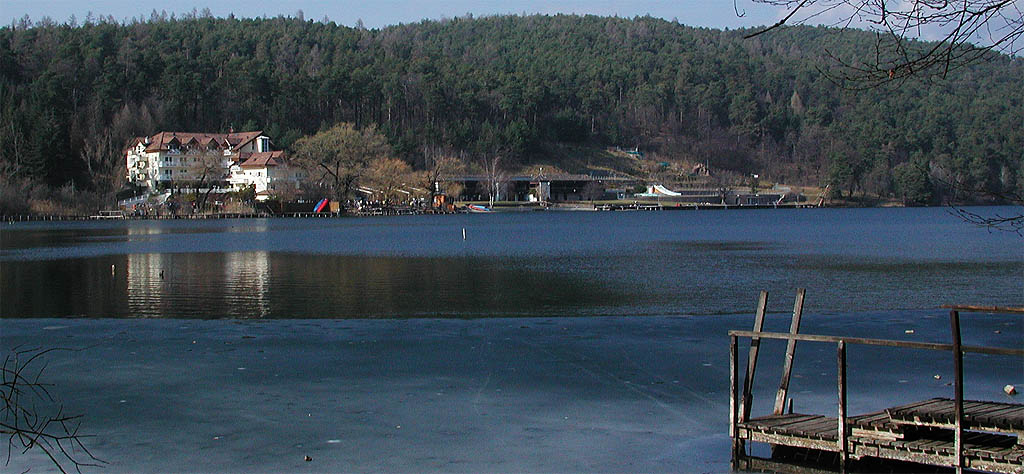
Le Grand Lac de Monticolo, rive nord : on peut voir l'hôtel et le complexe d'installations de baignade.

### Petit Lac
Le Petit Lac est situé dans un bassin secondaire entièrement boisé, à environ 400 m au nord-est du Grand Lac. Il a une forme semi-circulaire avec un diamètre d'environ 300 m et dispose également d'une petite installation de baignade. 

## Colle Joben
Au sud du Grand Lac se trouvent les vestiges d'un établissement préhistorique : le château de la colline de Joben (Âge du bronze). Le site, fouillé au début du XXe siècle et actuellement délabré, est considéré par certains comme un observatoire astronomique préhistorique. Le Col dell'Omo, situé au nord du Monte di Mezzo et du Petit Lac, est un deuxième site préhistorique.